# Emma’s Imagination
Emma’s Imagination (* in Edinburgh; eigentlich Emma Gillespie) ist eine britische Singer-Songwriterin. Bekannt wurde sie durch ihre Teilnahme an der ersten Staffel der Talentshow Must Be the Music des privaten Fernsehsenders Sky1, den sie am 19. September 2010 gewann.